# Leo Dautzenberg
Leo Dautzenberg (né le 4 février 1950 à Gillrath) est un homme politique allemand (CDU).

## Biographie
Après avoir terminé ses études secondaires en 1966, Dautzenberg termine un apprentissage de banquier, qu'il termine en 1969. En 1970, il a commence ses études dans une université de sciences appliquées, qu'il termine avec un diplôme en administration des affaires. Il travaille ensuite comme assistant dans une société d'audit, puis étudie l'économie à l'Université de Cologne de 1974 à 1980. Dautzenberg travaille en tant que consultant en gestion indépendant et directeur général de Neuphone Handels GmbH à Übach-Palenberg.
Leo Dautzenberg est marié et père de quatre enfants. Il est catholique romain.

## Parti politique
Dautzenberg rejoint la Junge Union (JU) en 1966 et la CDU en 1968. De 1973 à 1984, il est président de l'association de district JU à Heinsberg et de 1977 à 1986 vice-président de la JU Rheinland.
Dautzenberg est membre du conseil d'administration de l'association de district CDU Heinsberg depuis 1973. Après avoir siégé au conseil d'État de la CDU Rhénanie de 1981 à 1986, il est membre du conseil d'État de la CDU en Rhénanie du Nord-Westphalie depuis 1986. De 2000 à 2012, il est également président de l'association de district CDU à Aix-la-Chapelle qui à partir du 16 mars 2012 est dirigée par le nouveau président Thomas Rachel.

## Parlementaire
Dautzenberg est membre du conseil de l'arrondissement de Heinsberg de 1979 à 1984 et du Landtag de Rhénanie-du-Nord-Westphalie de 1980 à 1998. Il est député du Bundestag depuis 1998. Le 31 janvier 2011, il démissionne de son mandat et devient chef du département «Affaires publiques» et représentant au directoire de la capitale et donc le lobbyiste du conglomérat Evonik Industries Le 1er février, il démissionne du Bundestag. Son successeur au Bundestag est Cajus Julius Caesar

## Adhésions
Dautzenberg est membre du groupe parlementaire de l'Union européenne du Bundestag.
Depuis 1998, il est député du Bundestag et en 2004, il est président du groupe parlementaire CDU/CSU au sein de la commission des finances.
Depuis le 12 novembre 2009 à fin 2010, Leo Dautzenberg est le porte-parole de la politique financière du groupe parlementaire CDU/CSU, et il est également président de la CDU/CSU au sein de la commission d'enquête Hypo Real Estate. 
Leo Dautzenberg est élu au Bundestag en représentant la circonscription de Heinsberg. Aux élections du Bundestag de 2005, il obtient 51,4 % des votes et bat le candidat du SPD Norbert Spinrath. Aux élections du Bundestag de 2009, il est réélu avec 50,4 % contre Norbert Spinrath.

## Prise de décision
Le 15 novembre 2002, il est l'un des quatre membres du groupe parlementaire CDU-CSU qui ont voté contre l'extension de la mission de la Bundeswehr en Afghanistan («Enduring Freedom»).